# Frank Gambale
Frank Gambale, född 1958, är en jazz/rockmusik/fusion-gitarrist från Australien som är känd bl.a. för sin sweepingteknik. Han har spelat med artister som Chick Corea, Dave Weckl med flera samt släppt ett antal soloalbum.